# Johann Hans Jung

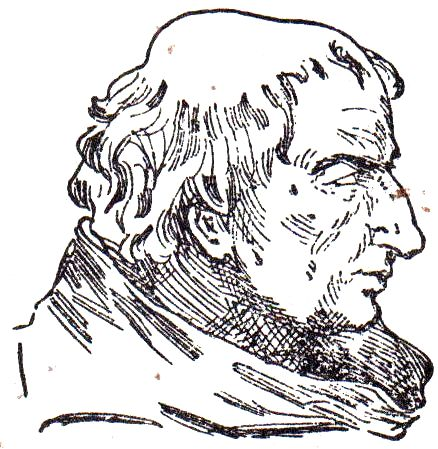
Johann Hans Jung

Johann Hans Jung (ur. 1425 w Zurychu, zm. 16 lutego 1505 w Augsburgu) – niemiecki uczony, lekarz, doktor nauk medycznych, wykładowca, patrycjusz, wraz z synem Ambrosiusem Jungiem autor jednej z pierwszych prac analitycznych na temat syfilisu w europejskiej medycynie.
Zapoczątkował tradycje medyczne w swoim rodzie, jego synowie oraz wnukowie byli znanymi i cenionymi medykami w ówczesnym cesarstwie, m.in.: Ambrosius Jung, Ulrich Jung czy Ambrosius Jung (junior).
Wychowywał się w domu bogatego kapitana żeglugi Johanna Junga (seniora) (1400-1468) i Anny z Breisingerów. Jego trzej bracia zostali kanonikami – Urlich w Ratyzbonie, Christoph we Freisingu a Ambrosius w Pasawie.
Medycynę studiował we Włoszech, gdzie otrzymał doktorat, następnie pracował jako lekarz miejski w Wimpfen.
Dwukrotnie żonaty. Po śmierci pierwszej żony Anny z Imhoffów w 1473 ożenił się ponownie z Martą z Kärnerów (1440-1513). Johann Hans Jung miał siedmioro dzieci.
W latach 1468–1491 pełnił obowiązki lekarza miejskiego Ulm, gdzie wykładał nauki medyczne. Otrzymał również miejsce w ulmskim patrycjacie. Po namowach augsburskiego burmistrza Gossembrota przeniósł się do Augsburga.
W 1490 został osobistym lekarzem cesarza Maksymiliana I.
Na przełomie 1497 i 1498 prowadził badania medyczne nad chorobami zakaźnymi, dzięki czemu wydał wraz z synem głośne dzieło: De morbo mal de Franco, analityczną pracę o syfilisie, która była jednym z pierwszych tego typu przedsięwzięć w europejskiej medycynie.